# Tierra Roja Fraccionamiento
Tierra Roja Fraccionamiento är en ort i Mexiko.   Den ligger i kommunen Arandas och delstaten Jalisco, i den centrala delen av landet, 400 km väster om huvudstaden Mexico City. Tierra Roja Fraccionamiento ligger 2 047 meter över havet och antalet invånare är 134.
Terrängen runt Tierra Roja Fraccionamiento är varierad. Runt Tierra Roja Fraccionamiento är det ganska glesbefolkat, med 38 invånare per kvadratkilometer. Närmaste större samhälle är Arandas, 2,9 km norr om Tierra Roja Fraccionamiento. I omgivningarna runt Tierra Roja Fraccionamiento växer huvudsakligen savannskog.